# Ellobius talpinus
El topillo topo (Ellobius talpinus) es una especie de roedor de la familia Cricetidae.

## Distribución geográfica
Se encuentra en Kazajistán, Turkmenistán y Ucrania. 